# برونو واله (بازیکن فوتبال ایتالیایی)
برونو واله (انگلیسی: Bruno Vale; ۱۰ ژوئیهٔ ۱۹۱۱ – Unknown) بازیکن فوتبال اهل ایتالیا بود.
از باشگاه‌هایی که در آن بازی کرده‌است می‌توان به باشگاه فوتبال اینتر میلان، باشگاه فوتبال پرو گوریتسیا، باشگاه فوتبال آلساندریا، باشگاه فوتبال برشا، باشگاه فوتبال ونتزیا، باشگاه فوتبال رجانا، باشگاه فوتبال نووارا، و باشگاه فوتبال اتلتیکو آرتزو اشاره کرد.